# Janis Joplin
Janis Lyn Joplin (n. 19 ianuarie 1943, Port Arthur, Texas, SUA – d. 4 octombrie 1970, Los Angeles, California, SUA), supranumită Perla (The Pearl), a fost o cântăreață, compozitoare și textieră americană de muzică rock (blues-rock, hard rock, psihedelic) cu puternice influențe de rhythm and blues și soul.
Joplin este considerată unul dintre cele trei superstaruri ale generației flower power, alături de Jimi Hendrix și Jim Morrison. Ca și aceștia, s-a născut în intervalul 1942-1943, și a murit până la vârsta de 27 de ani.
Joplin a devenit cunoscută în anii 1960 prin albumele înregistrate alături de formația Big Brother and the Holding Company. Ulterior, cântăreața a decis să se dedice unei cariere independente, care s-a dovedit a fi de succes.
La data de 4 octombrie 1970, Janis Joplin a fost găsită moartă în camera sa de la Hotelul Landmark Motor. Cauza oficială a decesului a fost consumul excesiv de heroină, combinat cu efectele alcoolului.

## Biografie

### Viața timpurie (1943 - 1962)
Janis Lyn Joplin s-a născut la data de 19 ianuarie 1943 în orașul american de provincie Port Arthur, din statul Texas, SUA. Tatăl său, Seth Ward Joplin (n. 1910 - d. 1987), ocupa postul de inginer la o veche rafinărie de petrol, în timp ce mama sa, Dorothy Bonita East Joplin (n. 1913 - d. 1998) lucra la o școală superioară din oraș. Conform spuselor lui Janis, tatăl său era „o persoană intelectuală, care a citit multe cărți și adora să vorbească și să dezbată diverse subiecte”. Joplin a afirmat în ultimii săi ani de viață că tatăl său a fost foarte important pentru ea, deoarece el a fost singurul care a încercat să o facă să gândească logic. Din familia Joplin, membră a Bisericii lui Hristos, o mișcare religioasă ale cărei baze sunt susținute doar de către Biblie, făceau parte și Laura Lee și Michael Ross, cei doi frați mai tineri ai lui Janis. Părinții săi au remarcat încă din copilărie că Janis cerea mult mai multă atenție decât ceilalți doi copii ai lor, Dorothy declarând presei „ea era nefericită când nu primea atenția de care avea nevoie. Normalitatea era un lucru inadecvat pentru ea.”

### Studii și primii ani
Joplin a frecventat și absolvit Lamar University din Texas. A cântat în compania unor formații locale de muzică country și bluegrass.
În 1966, a evoluat în San Francisco alături de grupul Big Brother and the Holding Company. În această formulă, Joplin a participat la Festivalul de la Monterey din anul următor, unde primirea entuziastă a publicului i-a determinat consacrarea. În 1968, a semnat un contract cu Albert Grossman (managerul lui Bob Dylan). A înregistrat la New York albumul Cheap Thrills, disc care a intrat imediat în clasamentele din Regatul Unit și din Statele Unite ale Americii. Janis Joplin a părăsit Big Brogher and the Holding Company și a urmat o carieră solo, alături de diverse formații de acompaniament.

## Cariera solo
În 1970 a colaborat cu grupul nou-format Full Tilt Boogie Band, alături de care a înregistrat în anul următor discul Pearl.
La data de 4 octombrie 1970, Janis Joplin a fost găsită moartă în camera sa de la Hotelul Landmark Motor. Cauza oficială a decesului a fost consumul excesiv de heroină, combinat cu efectele alcoolului.

## Discografie

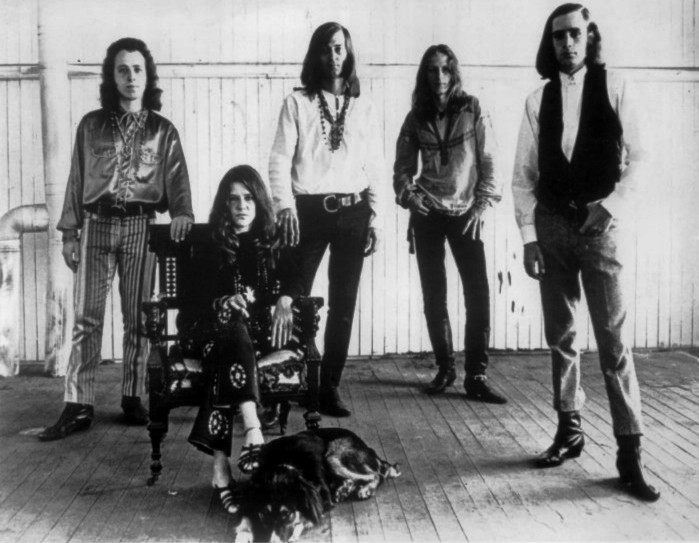
Janis Joplin și Big Brother and the Holding Company, 1966-1967

### Albume
- Big Brother & the Holding Company (1967)
- Cheap Thrills (1968)
- I Got Dem Ol' Kozmic Blues Again Mama! (1969)
- Pearl (1971)
- In Concert (dublu album, 1972)
- Live at Winterland '68 (1998)

## Filmografie
- Monterey Pop (1968)
- Petulia (1968)
- Janis Joplin Live in Frankfurt (1969)
- Janis (1974)
- Janis: The Way She Was (1974)
- Comin’ Home (1988)
- Woodstock - The Lost Performances (1991)
- Woodstock: 3 Days of Peace & Music (Director’s Cut) (1994)
- Festival Express (2003)
- Nine Hundred Nights (2004)
- The Dick Cavett Show: Rock Icons (2005) Shout
- Rockin' at the Red Dog: The Dawn of Psychedelic Rock (2005)
- This is Tom Jones (2007) 1969 appearance on TV show
- Woodstock: 3 Days of Peace & Music (Director’s Cut) 40th Anniversary Edition (2009)
- Janis Joplin with Big Brother: Ball and Chain (DVD) Charly (2009)